# Bräkne-Hoby skärgård
Bräkne-Hoby skärgård este o arie protejată (arie specială de conservare — SAC, sit de importanță comunitară — SCI, arie de protecție specială avifaunistică — SPA) din Suedia întinsă pe o suprafață de 214,7 ha, integral pe uscat.

## Localizare
Centrul sitului Bräkne-Hoby skärgård este situat la coordonatele 56°08′38″N 15°04′09″E / 56.1438°N 15.0693°E.

## Înființare
Situl Bräkne-Hoby skärgård a fost declarat arie de protecție specială avifaunistică în decembrie 1996 pentru a proteja 16 specii de animale. Alte tipuri de protecție:
- sit de importanță comunitară (în ianuarie 2002)
- arie specială de conservare (în martie 2011)[1][3][4]

## Biodiversitate
Situată în ecoregiunile continentală și marină baltică, aria protejată conține 4 habitate naturale: Pajiști uscate europene, Roci stâncoase cu vegetație pionieră de Sedo-Scleranthion sau Sedo albi-Veronicion dillenii, Recifuri, Insulițe și insule mici din Baltica boreală.
La baza desemnării sitului se află mai multe specii protejate de  păsări (16): alca (Alca torda), gâscă cenușie (Anser anser), rață-cu-cap-castaniu (Aythya ferina), rața moțată (Aythya fuligula), Aythya marila, Branta leucopsis, lebădă de iarnă (Cygnus cygnus), scoicar (Haematopus ostralegus), ferestrașul mare (Mergus merganser), Phalacrocorax carbo sinensis, eider (Somateria mollissima), pescăriță mare (Sterna caspia), chiră de baltă (Sterna hirundo), Sterna paradisaea, fluierarul cu picioare roșii (Tringa totanus), nagâț (Vanellus vanellus).